# جاك بيسلي
جاك بيسلي (بالإنجليزية: Jack Beasley)‏ (و. 1895 – 1949 م) هو دبلوماسي، وسياسي، وعامل كهربائي، ونقابي أسترالي، كان عضوًا في حزب العمال الأسترالي، توفي عن عمر يناهز 54 عاماً.

## مناصب
تولى منصب عضو مجلس النواب الأسترالي (17 نوفمبر 1928–14 أغسطس 1946)
- سفير

.